# منطقة الاحتلال البريطاني في ألمانيا
تُشير منطقة الاحتلال البريطاني في ألمانيا إلى إحدى مناطق احتلال الحلفاء في ألمانيا بعد الحرب العالمية الثانية. فقد كانت المملكة المتحدة بالإضافة إلى دول الكومنولث واحدةً من قوى الحلفاء الثلاثة الرئيسية التي هزمت ألمانيا النازية. في العام 1945، قسّم الحلفاءُ البلاد إلى أربع مناطق احتلال: بريطانية، وسوفييتية، وأمريكية، وفرنسية دامت حتى العام 1949 تاريخ إنشاء دولة ألمانيا الغربية الجديدة. مقارنةً بالمناطق الأخرى، فقد ضمّت منطقة الاحتلال البريطاني أكبر عدد من السكان الذي تركّزوا في منطقة الصناعات الثقيلة، حوض الرور، بالإضافة إلى الموانئ البحرية، والخط الساحلي الشمالي الغربي لألمانيا.

## نبذة تاريخية
مع نهاية العام 1942، راحت بريطانيا تفكر جديًا في استراتيجية ما بعد الحرب، لا سيما احتلال ألمانيا. تحقق ذلك بشكل واقعي مع رسوّ جيش التحرير البريطاني المكون بغالبه من مجموعة الجيش 21 في نورماندي في 6 يونيو 1944. وبنهاية العام، كان الجيش قد شقّ طريقه عبر القتال في شمال فرنسا والبلدان المنخفضة قبل أن يصل إلى الحدود الألمانية.
في هذه الأثناء، التقى الثلاثة الكبار –ونستون تشرشل، وفرانكلين روزفلت، وجوزيف ستالين في مؤتمر يالطا بين 4 و11 فبراير 1945 لمناقشة احتلال ألمانيا بعد الحرب، والذي كان يعني الاتفاق النهائي على الحدود بين المناطق. قسمت القوى الثلاث «ألمانيا بأكملها» إلى أربع مناطق احتلال لأغراض إدارية بإدارة الحلفاء الثلاثة في الكتلة الغربية، الولايات المتحدة، والمملكة المتحدة، والاتحاد السوفييتي، على التوالي. جاء التصديق على ذلك التقسيم في أغسطس 1945 في مؤتمر بوتسدام. تجاوز ذلك التقسيمُ اقتراحًا سابقًا بالتقسيم إلى ثلاث مناطق (باستثناء فرنسا) طرحه بروتوكول لندن في سبتمبر 1944. وافق ستالين على إعطاء فرنسا منطقة احتلال رابعة في ألمانيا، وتشكلت عبر تقسيم المنطقتين الأمريكية والبريطانية.
في غزو الحلفاء الأوربيين لألمانيا، زحف الجيش الكندي الأول على الميسرة وحرر الجزء الشمالي من هولندا واستولى على المناطق المجاورة لألمانيا؛ في حين اكتسح الجيش البريطاني الثاني واحتل مساحات واسعةً في شمال غرب ألمانيا. دفعَ تحرير معسكرات الاعتقال مثل معسكر بيرغن بيلسن دفع باستراتيجية إدارة ألمانيا بعد الحرب في اتجاه جديد. ومؤدّى ذلك أن السياسة البريطانية بعد الحرب في ألمانيا ركّزت في المقام الأول على التطهير من النازية.
في 4 مايو 1945، وافق المشير برنارد مونتغمري على استسلام القوات الألمانية غير المشروط في هولندا، وشمال غرب ألمانيا، والدنمارك. وأعقب ذلك بعد ثلاثة أيام توقيع صك الاستسلام الألماني.
بعد استسلام ألمانيا، عادت القوات الكندية إلى بلادها، وتركت شمال ألمانيا للاحتلال البريطاني.
لإنشاء منطقة الاحتلال الفرنسية، تنازل الأمريكيون عن حصتهم –الأرض الواقعة جنوب بلدة بادن-بادن، والأراضي جنوب ولاية فورتمبيرغ الشعبية الحرة (التي أصبحت فيما بعد فورتمبيرغ-هوهنزولرن)، ومنطقة لينداو على ضفاف بحيرة كونستانس، وأربع مناطق في هيسن شرق نهر الراين. بدورهم تنازل البريطانيون عن ولاية سارلاند، وراينلند بالاتينات، والأراضي الواقعة على الضفة اليسرى لنهر الراين حتى بلدة رماغن (بما فيها ترير، وكوبلنتس، ومونتابور). كما أُنشئت الحدود الألمانية الداخلية بين مناطق الاحتلال الغربية ومنطقة الاحتلال السوفيتي.

## الاحتلال
في نهاية يوليو 1945، عُيّن المشير برنارد مونتغمري حاكمًا عسكريًا على منطقة الاحتلال البريطاني وبراين روبرتسون نائبًا لمونتغمري ورئيسًا للأركان. وكان كلاهما أعضاء في مجلس مراقبة الحلفاء. شُكّل جيش الراين البريطاني في 25 أغسطس 1945 وكان مقره الرئيسي في باد أوينهاوزن، وكان المارشال السير جيرالد تمبلر رئيسًا للحكومة العسكرية. أُسند إلى جيش الراين البريطاني مهمة احتلال المنطقة البريطانية وإدارتها. فاستولوا على المباني الألمانية للإدارة العسكرية والإقامة. مع نهاية العام 1945، بلغ عدد أفراد جيش الراين البريطاني في ألمانيا 800,000 جندي تقريبًا. واستلزم ذلك بناء ثكنات جديدة نظرًا للأضرار الشديدة التي لحقت بالمدن الألمانية خلال الحرب، وخاصة في هامبورغ.
كما كان سلاح الجو الملكي البريطاني جزءًا من قوات الاحتلال، وفي 15 يوليو 1945 غُيّر اسمه إلى القوات الجوية البريطانية للاحتلال. وأنشئت نوادي مالكولم لأفراد سلاح الجو الملكي البريطاني في البلدات والقرى في جميع أنحاء منطقة الاحتلال. بعد ذلك بعامين، انخفضت القوات الجوية البريطانية للاحتلال إلى عشرة أسراب في ثلاث مطارات، وكلها تحت الإدارة المباشرة للمقر الرئيسي للطيران في باد آيلزين.
وشُكّلت لجنة مراقبة ألمانيا وضمت موظفين مدنيين بريطانيين بالإضافة إلى أفراد عسكريين. اضطلعت اللجنة بجوانب من الحكومة المحلية، والشرطة، والإسكان، والنقل. أعادت لجنة مراقبة ألمانيا إعمار مدينة هامبورغ باعتبارها ولاية ألمانية إنما وفقًا للحدود التي رسمتها الحكومة النازية في العام 1937. ارتبط جورج أيسكوف أرميتاج والحاكم هنري في بيري بالمدينة وعملا من خلال الحكم غير المباشر، وطلبا من سكان هامبورغ المستقبليين استئناف العمل بوظائفهم في الإدارة. بالإضافة إلى ذلك، أنشأ البريطانيون الولايات الألمانية الجديدة التالية بموجب الأمر الإداري رقم 46:
- شلسفيغ هولشتاين –التي تأسست في العام 1946 من مقاطعة شليسفيغ هولشتاين البروسية.
- ساكسونيا السفلى –التي جاءت على إثر اندماج بروانشفايغ، وأولدنبورغ، وشاومبورغ ليبه مع ولاية هانوفر في العام 1946؛
- وشمال الراين-وستفاليا – التي جاءت على إثر اندماج ولاية ليبه مع المقاطعات البروسية في مقاطعة الراين (الجزء الشمالي) وويستفاليا –خلال 1946 – 1947.

في مارس 1946، أنشئ المجلس الاستشاري البريطاني للمنطقة، بعضوية ممثلين عن الولايات، والمناصب الرئيسية، والأحزاب السياسية، والنقابات العمالية، ومنظمات حماية المستهلكين. كما يتضح من اسمه، لم يكن للمجلس الاستشاري للمنطقة أي صلاحياتٍ تشريعية، بل مجرد دورٍ استشاري. اتخذت لجنة رقابة ألمانيا–في المنطقة البريطانية جميع القرارات بموجب سلطتها التشريعية.
في العام 1947، ونظرًا لأن منطقة الاحتلال الأمريكية تقع داخل البلاد، لم يكن تضمّ موانئ –وهكذا أصبحت المدينتان الهانزيتان الحرتان بريمن وبريمرهافن أراضي مستحاطة بإدارة الأمريكان داخل المنطقة البريطانية.
الحكام العسكريون
- 22 مايو 1945 – 30 أبريل 1946: برنارد مونتغمري
- 1مايو 1946 – 31 أكتوبر 1947: ويليام شولتو دوغلاس
- 1نوفمبر 1947 – 21 سبتمبر 1949: براين هوبرت روبرتسون

### المهجّرون، واللاجئون، وأسرى الحرب
بحلول 22 يونيو 1945، من بين 7,614,914 سجينًا (من جميع التوصيفات) محتجزين في المعسكرات البريطانية والأمريكية، اعتُبر 4,209,000 جنديًا أُسِروا قبل الاستسلام الألماني اعتبروا «أسرى حرب». أما البقية فقد صنفهم الأمريكيون على أنهم قوات معادية منزوعة السلاح وصنّفهم البريطانيون على أنهم عناصر معادية مستسلمة. وفقًا لاتفاقيات الحلفاء، كان من المفترض تقاسم أولئك الأسرى بين بريطانيا والولايات المتحدة. ضمّت منطقة الاحتلال البريطانية ما يربو عن 2,000,000 أسير حرب ألماني، لكن البريطانيين لم يتمكنوا من التعامل مع هذا العدد الكبير –إذ مثّل إطعامهم، وإقامتهم، ورعايتهم كابوسًا لوجستيًا. لم يكن أمام البريطانيين خيار سوى التراجع مع الأمريكيين عن الاتفاق على تقاسم الأسرى. ذكر البريطانيون أنه ليس لديهم الأماكن الكافية للاحتفاظ بالأسرى أو العدد الكافي من الرجال لحراستهم في أوروبا. بالإضافة إلى ذلك، ساد اعتقادٌ أنّ نقل الأسرى الألمان إلى إنجلترا قد يثير استياء الرأي العام ويؤثر سلبًا على الروح المعنوية.